# Сомерсет, Чарльз, 4-й герцог Бофорт
Чарльз Ноэль Сомерсет (англ. Charles Noel Somerset; 12 сентября 1709 — 28 октября 1756) — британский аристократ, 4-й герцог Бофорт, 6-й маркиз Вустер, 10-й граф Вустер, 12-й барон Герберт с 1745 года. В 1731—1745 годах заседал в Палате общин, принадлежал к партии тори.

## Биография
Чарльз Сомерсет родился 12 сентября 1709 года и стал младшим из двух сыновей Генри Сомерсета, 2-го герцога Бофорта, и его второй жены Рэйчел Ноэль. Он учился в Винчестерском колледже и Университетском колледже в Оксфорде, получив степень магистра в октябре 1727 года. Сомерсет принадлежал к партии тори и был активным якобитом (сторонником восстановления династии Стюартов). В мае 1731 года он был избран в Палату общин от Монмутшира, в 1734 году стал депутатом от Монмута.
На выборах 1741 года Сомерсет был вновь избран членом Палаты общин от Монмута. В 1744 году, когда лидер тори граф Гоуэр поддержал правительство, Сомерсет взял на себя руководство партией. В феврале 1745 года, после смерти своего бездетного старшего брата Генри Скудамора, он унаследовал родовые титулы и владения, став 4-м герцогом Бофортом и членом Палаты лордов. Новый герцог контактировал с французами, убеждая их поддержать Стюартов: в августе 1745 года он направил им заверения в своей поддержке, месяцем позже настаивал на том, чтобы войска были высажены недалеко от Лондона. Восстание якобитов было подавлено, но никакие меры против Бофорта не предпринимались.
Герцог Бофорт умер 28 октября 1756 года и был похоронен в фамильном склепе в Бадминтоне (Глостершир).

## Семья

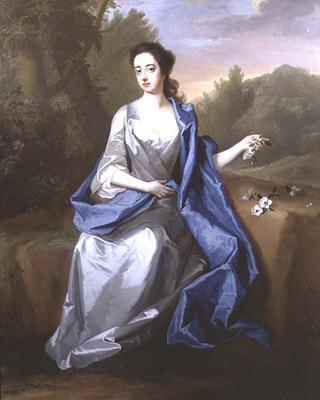
Элизабет Беркли, жена 4-го герцога Бофорта. Портрет работы Михаэля Даля

1 мая 1740 года Чарльз Сомерсет женился на Элизабет Беркли, дочери Джона Саймса Беркли и Элизабет Норборн. В этом браке родились один сын и пять дочерей:
- Энн (11 марта 1741 — 18 мая 1763), жена Чарльза Комптона, 7-го графа Нортгемптона[6][7];
- Элизабет (12 марта 1742 — 7 мая 1760)[8];
- Генри (16 октября 1744 — 11 октября 1803), 5-й герцог Бофорт[9];
- Рэйчел (август 1746 — май 1747)[10];
- Генриетта (26 апреля 1748 — 24 июля 1770), жена сэра Уоткина Уильямса-Винна, 4-го баронета[11];
- Мэри Изабелла (1 августа 1756 — 2 сентября 1831), жена Чарльза Меннерса, 4-го герцога Ратленда[12].